# Azya luteipes
Espèce
Azya luteipes est une espèce d'insectes coléoptères de la famille des coccinellidés, vivant en Amérique du Sud.

## Systématique
L'espèce a été décrite en 1850 par l'entomologiste et bibliothécaire français Étienne Mulsant (1797-1880).

## Distribution
L'espèce se rencontre en Argentine (Buenos Aires, Misiones, Santa Fe), au Brésil (Bahia, Minas Gerais, Parana, Pernambuco, Rio de Janeiro, Santa Catarina, Sao Paulo), au Guyana, en Guyane française, au Paraguay, au Suriname, en Uruguay et aux Antilles.

## Description
Le pronotum et les élytres sont noirs avec des reflets verdâtres, couverts d'une pilosité courte et homogène à l'exception de deux grandes zones de pilosité sombre en forme de cercle sur chaque élytre. Certains spécimens ont des reflets bleus ou noirs sur le pronotum. Azya luteipes mesure 3 à 4mm.